# 紅穆爾德河
50°24′18″N 12°23′10″E / 50.405°N 12.386°E

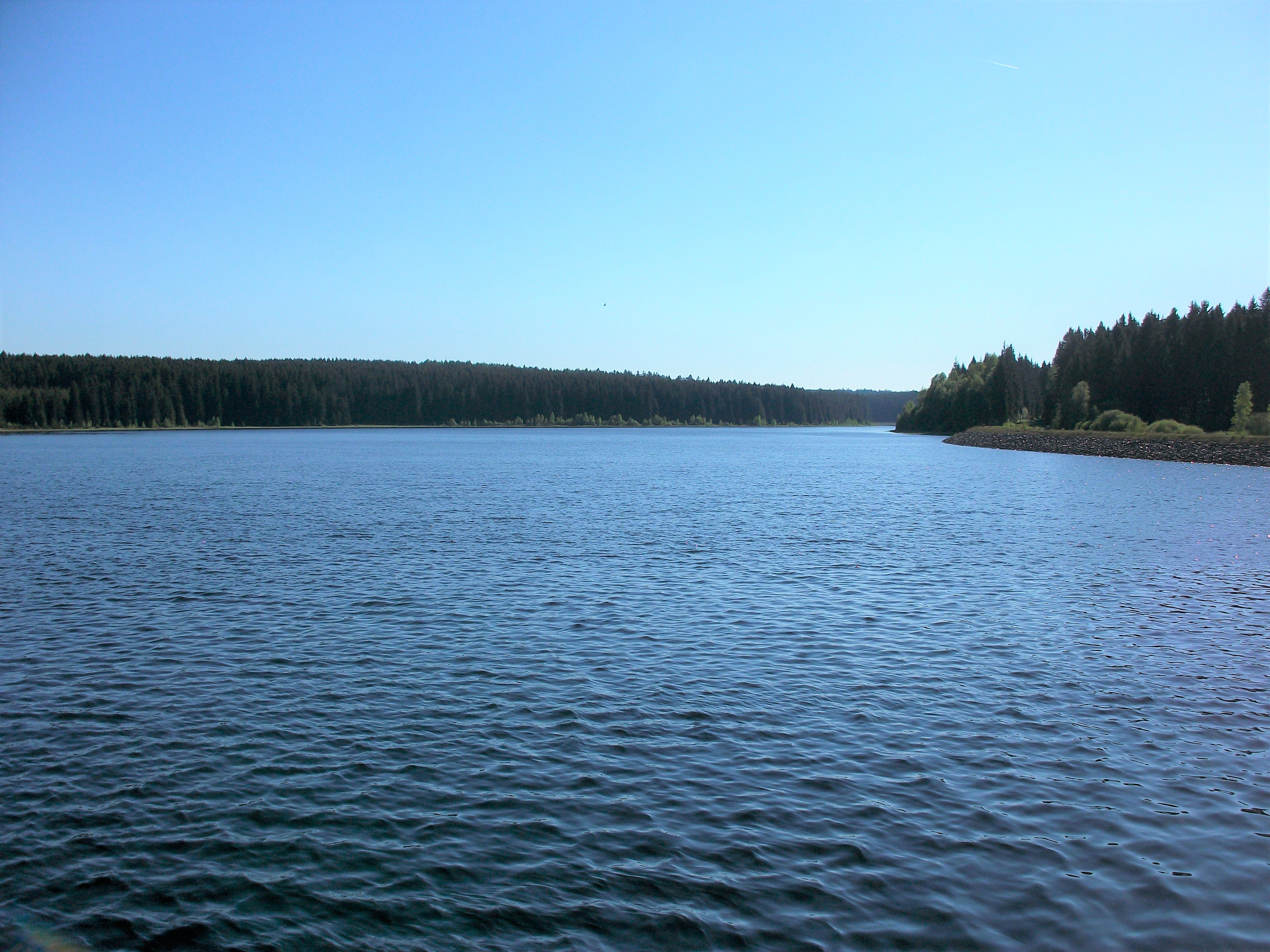
紅穆爾德河

紅穆爾德河是德國的河流，位於該國東部，流經薩克森自由州，處於柏林以南250公里，河道全長3公里，與白穆爾德河匯流成為茨維考穆爾德河。